# Klingenthal
Klingenthal település Németországban, azon belül Szászország tartományban. Lakosainak száma 7669 fő (2023. december 31.). Klingenthal Kraslice, Stříbrná, Bublava, Grünbach, Schöneck/Vogtland, Markneukirchen és Muldenhammer községekkel határos.

## Népesség
A település népességének változása:
| Lakosok száma | 8783 | 8524 | 8365 | 7853 | 7764 | 7669 |
|               | 2015 | 2017 | 2019 | 2021 | 2022 | 2023 |